# Beratungsstelle für Unfallverhütung

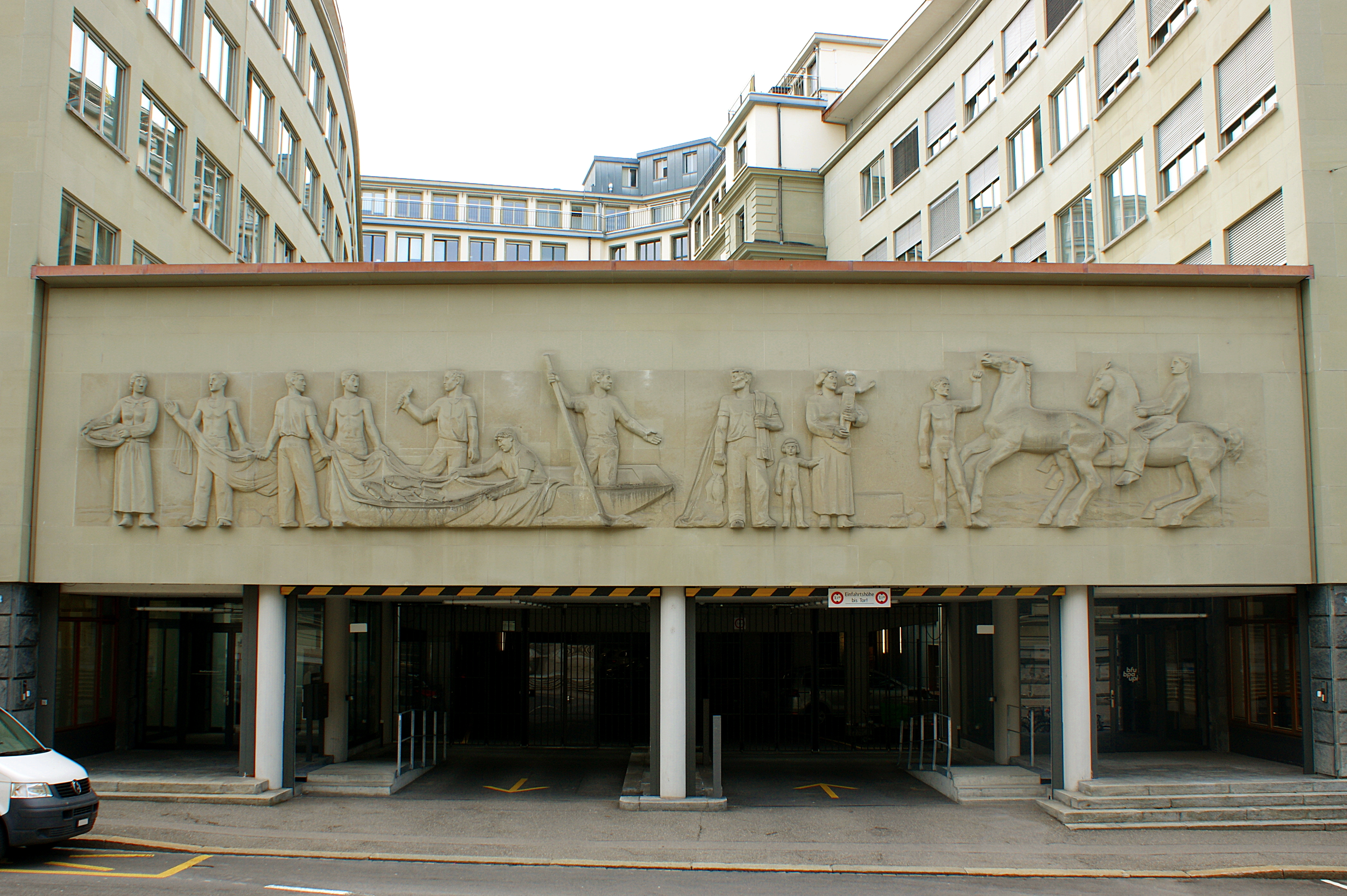
Eingang zur BFU an der Hodlerstrasse 5a in Bern

Die BFU, Beratungsstelle für Unfallverhütung (französisch BPA, Bureau de prévention des accidents, italienisch UPI, Ufficio prevenzione infortuni) ist eine privatrechtlich organisierte Stiftung. Als Kompetenzzentrum forscht und berät die BFU, damit in der Schweiz weniger folgenschwere Unfälle passieren – im Strassenverkehr, zu Hause, in der Freizeit und beim Sport. Schon seit 1938 analysiert sie Unfallschwerpunkte, wertet Statistiken aus und entwickelt wirkungsvolle Präventionsinstrumente. Sie vermittelt Fachwissen, gibt praktische Präventionstipps und ist mit 1200 Sicherheitsdelegierten landesweit vor Ort. Für diese Aufgaben hat die BFU mit Hauptsitz in Bern einen öffentlichen Auftrag.

## Auftrag
Der Auftrag bezieht sich auf alle Nichtberufsunfälle der gesamten Bevölkerung. Neben den unfallbedingten Todes- und Invaliditätsfällen beschäftigt sich die BFU in erster Linie mit der Prävention von schweren Verletzungen.
Ziele, Schwerpunkte und Arbeitsprogramm legt die Beratungsstelle aufgrund des Handlungsbedarfs (Unfallschwerpunkte) und des Wissens über die Wirkung von Präventionsmassnahmen (Good-Practice-Wissen) fest. Mitberücksichtigt werden das gesellschaftliche und politische Umfeld sowie die zur Verfügung stehenden Ressourcen.
Die Beratungsstelle orientiert sich bei ihrem Engagement am Präventionskreislauf. Sie analysiert den Handlungsbedarf, formuliert Ziele bezüglich des Unfallgeschehens, sucht nach geeigneten Interventionen, führt Massnahmen durch und überprüft diese wissenschaftlich. Die Evaluation am Ende soll Erkenntnisse für neue Massnahmen liefern.
Die BFU vermittelt ihr Wissen über Ausbildung, Beratung sowie Kommunikation an Private, Fachkreise und Multiplikatoren. Sie ist sowohl in der Verhältnisprävention (Infrastruktur, Technik, Produktesicherheit, Recht und Normen) als auch der Verhaltensprävention tätig. Die BFU berücksichtigt weder wirtschaftliche noch politische Partikularinteressen. Sie arbeitet eng mit Präventionspartnern, Behörden, Verbänden und der Wirtschaft zusammen und koordiniert die Tätigkeiten. Sie pflegt ihre nationalen und internationalen Kontakte und ist regional verankert.
Die Tätigkeit wird in erster Linie durch einen Zuschlag auf der Prämie der Nichtberufsunfallversicherung finanziert, dessen Höhe vom Bundesrat festgelegt wird. Hinzu kommen Einnahmen aufgrund von Leistungsaufträgen des Fonds für Verkehrssicherheit (FVS) und des Staatssekretariat für Wirtschaft (SECO) sowie durch die Weiterverrechnung von Dienstleistungen.
Vereinzelt findet man auch den Namen Schweizerische Beratungsstelle für Unfallverhütung, der heute nicht mehr benutzt wird.

## Unfallschwerpunkte und Schwerpunktprogramme
Die BFU engagiert sich in den Bereichen Strassenverkehr, zu Hause, in der Freizeit und beim Sport. Folgende Unfallschwerpunkte (Unfälle, die besonders häufig und/oder folgenschwer sind) hat sie im Fokus: 
- Strassenverkehr: Personenwageninsassen, Motorradfahrer, Fahrradfahrer, Fussgänger
- Sport: Skifahren, Snowboardfahren, Radfahren/Biken, Bergwandern/-steigen, Baden/Schwimmen, Fussball
- Haus und Freizeit: Stürze auf gleicher Ebene, Stürze aus der Höhe, Stürze auf der Treppe, Unfälle mit Werkzeugen/Geräten, Unfälle mit Scherben/Blech, Unfälle durch Ersticken

Zudem befasst sich die BFU mit der Produktesicherheit. Im Auftrag des Staatssekretariat für Wirtschaft ist die BFU das Kontrollorgan für Produkte im Nichtberufs-Unfallbereich.
Die Beratungsstelle führt Schwerpunktprogramme durch. Diese laufen entsprechend dem Präventionskreislauf in fünf Phasen ab. Ein Schwerpunktprogramm dauert in der Regel vier bis sechs Jahre. Aktuell führt die bfu Schwerpunktprogramme zu den Themen Neulenker, Schneesport, Fahrrad, Stürze, Motorrad, Bergsport (Sommer) und Geschwindigkeit durch.

## Partner
Die BFU betreibt Unfallprävention gemeinsam mit Partnern. Dazu gehören auch folgende Multiplikatoren:
- 1200 bfu-Sicherheitsdelegierte in Gemeinden und Städten als Bindeglied zwischen der Beratungsstelle und der Bevölkerung.
- 3500 Sicherheitsbeauftragte in den Betrieben
- 270 Verkehrsinstruktoren der Polizeien
- Lehrpersonen in Schulen
- Verbände und Institutionen
- Medien

## Auszeichnungen
Die Beratungsstelle vergab alle zwei Jahre den Preis «Engagierte Gemeinde» an eine Stadt oder Gemeinde, die sich besonders für die Unfallprävention engagierte.
Die Beratungsstelle war Partnerin der Aktion «Ritter der Strasse», bei der Menschen ausgezeichnet werden, die sich durch vorbildliches Verhalten im Strassenverkehr auszeichnen. Von 1969 bis 2018 wurden 475 Ritter der Strasse ausgezeichnet. Das Interesse sei in den letzten Jahren gesunken, weshalb sich die Trägerorganisationen entschlossen haben, die Aktivitäten der Aktion «Ritter der Strasse» einzustellen.